# 100nka
100nka – polski zespół muzyczny grający muzykę improwizowaną.

## Historia

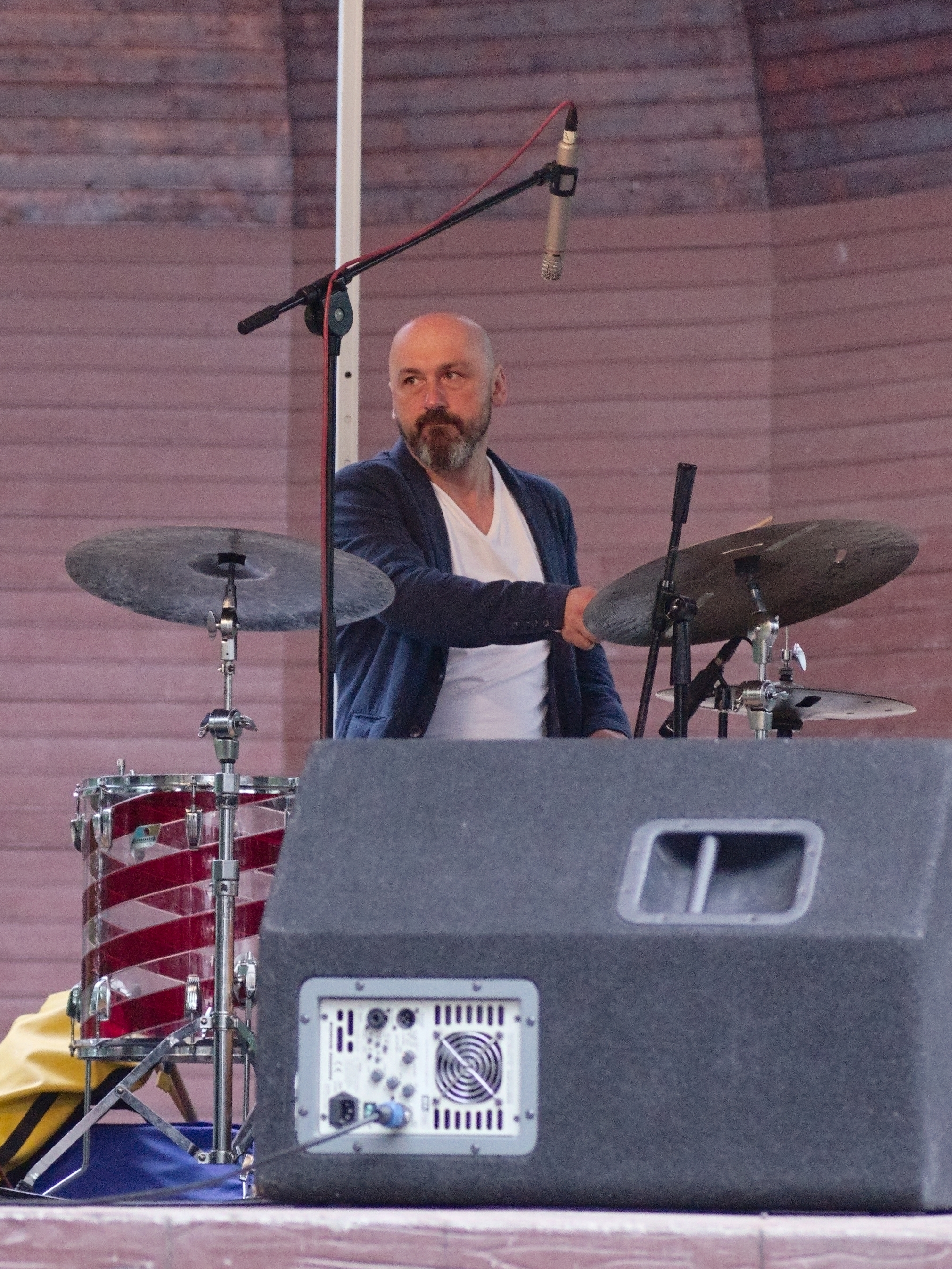
Przemysław Borowiecki (2024)

Wyraźne inspiracje muzyków jazzem definiują grupę jako przedstawiciela gatunku. Zespół powstał w 2004 roku aktywnie działając na rynku muzycznym, czego dowodem są wydawnictwa płytowe oraz udział w znaczącej liczbie koncertów indywidualnych, jak i podczas festiwali w kraju i za granicą. Od początku działalności grupa współpracowała z gwiazdami polskiej i amerykańskiej sceny jazzowej. Na płytach można usłyszeć m.in. Mikołaja Trzaskę, Antoniego Gralaka, Herba Robertsona. Dwukrotnie wystąpili na Warsaw Summer Jazz Days, a także na: Bielska Zadymka Jazzowa, Off Festival, Open’er Festival, Jazz w Ruinach. W roku 2008 teledysk do utworu „Koń i mysz” zespołu otrzymał nagrodę na Festiwalu Polskich Wideoklipów Yach Film w kategorii „Inna energia”. Członkowie formacji to uznani artyści, którzy aktywnie działają na muzycznej, nie tylko jazzowej scenie.

## Dyskografia
- 2004: Zimna płyta[3]
- 2007: Potrawy, strawy + kompot gratis[4]
- 2009: Superdesert (oraz Herb Robertson(inne języki))[5]
- 2012: Lose Weight[6]